# 山田養蜂場

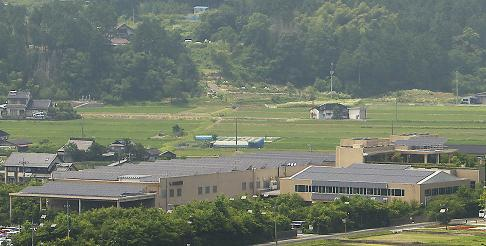
山田養蜂場本社

株式会社山田養蜂場（やまだようほうじょう）は、岡山県苫田郡鏡野町に本社を置くミツバチ産品の蜜蜂製品製造・販売会社(通信販売)を行う企業である。

## 特徴
岡山県の県北部、中国山地の中央部にある苫田郡鏡野町を本社とし、健康食品や化粧品のミツバチ産品を製造・販売している。健康食品、はちみつ、化粧品を合わせ、取扱商品は200種類以上ある。
山田政雄が1948年（昭和23年）に始めた養蜂場を出発点としており、全国の消費者に直接通信販売する方式が受け、平成に入って大きく成長。政雄は、所在地の苫田養蜂組合の組合長を長年務め、後に社長となる息子の山田英生は学卒後、サラリーマン生活を3年経験した後、農業後継者として養蜂家に就農した。
同社の通信販売は昭和30年代後半から始まり、主に参加した全国の百貨店の物産展で販売した顧客からの注文に応える事から始まった。同社の通信販売会員数は、1988年（昭和63年）時点で約6千名存在していた。
1988年（昭和63年）10月27日、政雄が脳溢血により倒れ、2日後の10月29日には自宅を全焼する火災に遭遇した。その後、当時専務だった英生が養蜂場の経営を引き継ぎ、通信販売部門の拡大に特に力を入れるようになっていく。同社の通信販売は、当初は郵便局の「ふるさと小包」や新聞の「記事体広告」を中心として新規顧客を獲得後、新聞の「純広告」、雑誌広告、折込広告、テレビ通販へと拡大、これに伴って売上げも急成長していった。同社の売り上げは、政雄が倒れた1988年（昭和63年）に1億円だったのが、1998年（平成10年）には100億円を突破。また時を同じくして、一般に流通する消費者情報を元にダイレクトメールを送付したり、電話による販促活動を行ったり、折り込みチラシを入れたりして顧客獲得を行い、多様な営業活動がその後の成長を支えた。
同社では、ローヤルゼリーを製造販売し始めたいきさつにはある逸話がある。元々、政雄の娘の差栄が先天的な重度の心臓疾患を持って生まれ、少しでも健康になってほしいとの想いから政雄がローヤルゼリーの研究を始めたとしており、家族愛に基づくこの逸話を理念とする。彼女はその後、14歳の時に岡山市内の病院で行った心臓外科手術で他界した。また、その理念をもとに環境や教育のメセナ活動にも力を入れており、同社が主催する童話絵本コンクールやミツバチ文庫がある。
ミツバチ文庫は、全国約23000の小学校に1校当たり12冊の図書を寄贈（2008年度実績）するもので、1999年（平成11年）度より毎年継続されている。
国内・海外の養蜂家と提携しており、同社が販売するはちみつの国産対海外産の比率が、国産6に対して海外産が4であるとしていることから、日本で最大規模の養蜂家のネットワークに成長。
同社の海外産はちみつ一番の売れ筋は、同社が独自に高級ワインと同じ冷蔵コンテナでの輸入ルートを構築したというルーマニア産アカシアはちみつである。
ローヤルゼリーの生産にも国内外で注力している。海外から輸入されているローヤルゼリーのシェア率において約40パーセントを占める。国産ローヤルゼリーの生産高3000キロのうち、約30パーセントにあたる1000キロを同社で生産している。岡山県下最大規模のイチゴのハウスを建設。ミツバチに受粉させることにより経営する「ミツバチイチゴ」の生産に注力したり、レンゲはちみつを採集した田んぼで「れんげ米」を生産する、農業生産法人の活動にも注力している。また、研究開発にも注力しており、みつばち健康科学研究所の設立や免疫分析研究センターを設立。1億円の研究助成を行うとされる「みつばち研究助成基金」の開催など研究開発や若手の研究者の育成にも注力している。

## 沿革
1948年（昭和23年）に山田政雄が在来種のミツバチの飼育を始めたことにより、創業。

### 年表
- 1951年（昭和26年） - ヨーロッパ種の種蜂を仕入れ、養蜂を始める。
- 1958年（昭和33年） - 「山田式蜂蜜チューブ充填機」の試作に成功し、日本初のチューブ詰はちみつの生産開始。
- 1960年（昭和35年） - ローヤルゼリーの研究開発を進め、大量生産に成功。はちみつの通信販売を開始。
- 1983年（昭和58年） - 山田英生が養蜂業後継者として就農。
- 1993年（平成5年） - テレマーケティングセンターを開設。
- 2006年（平成18年） - 「みつばち健康科学研究所」完成。
- 2007年（平成19年） - 東京・大阪に直営店を開設。鏡野町内に山田養蜂場「イチゴハウス」をオープン。
- 2011年（平成23年）
  - 9月21日、岡山湯郷Belleのメインスポンサーになる。
- 2015年（平成27年）
  - 1月21日、創業者で会長[注 1]の山田政雄（87歳）が死去[1]。
  - 2月18日、岡山県津山市に建設していた新しい第一工場（津山市上田邑）が完成し、竣工式[2]。

## 主な事業
- ローヤルゼリー部門
- プロポリス部門
- はちみつ部門
- 化粧品部門
- 健康食品部門 - 機能性表示食品にも参入[3]。

## 店舗
- りとるび～はうす（本社敷地内）
- 山田養蜂場お菓子工房 ぶんぶんファクトリー（岡山）
- 山田養蜂場 岡山一番街店（岡山）
- 山田養蜂場 イオンモール岡山店（岡山）
- 岡山天満屋 山田養蜂場ショップ（岡山）
- 山田養蜂場 近鉄あべのハルカス店（大阪）
- 山田養蜂場 阪神梅田本店（大阪）
- 山田養蜂場 西宮ガーデンズ店（兵庫）
- 山田養蜂場 アトレ吉祥寺店（東京）
- 山田養蜂場 東京八重洲店（東京）
- 山田養蜂場 東武百貨店 池袋店（東京）
- 山田養蜂場 小田急町田店（東京）
- 山田養蜂場 丸井錦糸町店（東京）

## 関連企業
- 株式会社山田養蜂場本社
- 株式会社ヤマダビーコスメティック
- 株式会社ヤマダビーコミュニケーションズ
- ロゼット株式会社
- 株式会社サプリメントジャパン
- 株式会社ナチュラルガーデン
- 株式会社pdc
- 免疫分析研究センター株式会社
- 株式会社山田みつばち農園
- 株式会社ビーハッピー （特例子会社）
- 株式会社カガミノフードサービス
- 浙江江山山田蜂業有限公司
- 山田蜂業商貿（上海）有限公司
- 株式会社ライフシーズンズ

## スポンサー番組
- Beeミュージアム（テレビ東京、一社提供）
- Beeワールド（テレビ東京、一社提供）
- ワイド!スクランブル（テレビ朝日、月曜日12時台前半）
- はなまるマーケット（TBS）
- Nスタ（TBS、水曜日）
- 聞きこみ!ローカル線 気まぐれ下車の旅（BSジャパン）
- 日本名曲アルバム（BS-TBS）
- コロッケ千夜一夜（BS日テレ）
- 午後は○○おもいッきりテレビ（日本テレビ）
- 歴史の道 歩き旅（テレビ東京）